# Ekofa Mbungu
Ekofa Mbungu (ur. 24 listopada 1948) – kongijski piłkarz występujący na pozycji napastnika. Uczestnik Mistrzostw Świata 1974.

## Kariera klubowa
Podczas MŚ 1974 Ekofa Mbungu reprezentował barwy klubu CS Imana.

## Kariera reprezentacyjna
Razem z reprezentacją Zairu uczestniczył w Mistrzostwach Świata 1974. Na Mundialu był rezerwowym i nie wystąpił w żadnym spotkaniu.